# Bajo Tatra

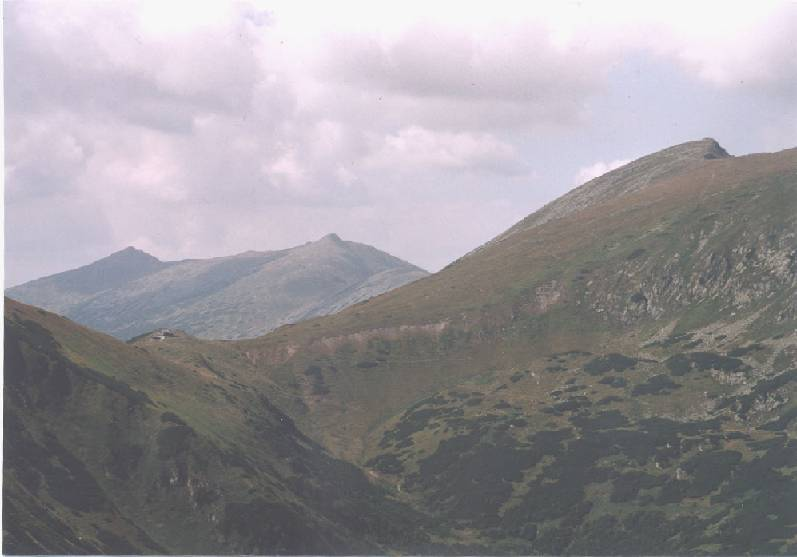
Monte Ďumbier (derecha) y monte Chopok (medio)

El Bajo Tatra o Tatras (eslovaco, Nízke Tatry; húngaro, Alacsony Tátra) es una cordillera en el centro de Eslovaquia. Se encuentra al sur del Alto Tatra, de la que está separada por el valle del río Váh. El valle formado por el río Hron se encuentra al sur de la cordillera del Bajo Tatra. La cresta va en dirección oeste-este y tiene unos 80 km de largo.

## Geografía
El paso de Čertovica divide la cadena en dos partes. Los puntos más altos del Bajo Tatra se encuentran en su parte occidental. Ďumbier es la montaña más alta con 2.042 msnm. Su vecino el Chopok (2024 m) es accesible por un telesilla, y es el lugar más visitado en el Bajo Tatra. Otros picos en la parte occidental incluyen Dereše (2004 m) y Chabenec (1.955 m). El pico más alto en la parte oriental es Kráľova hoľa (1.946 m). Las mejores perspectivas en la parte occidental son Veľká Chochuľa, Salatín, Chabenec, Skalka, Chopok, Ďumbier, Siná, Poludnica y Baba.
Varias zonas de karst se sitúan en formaciones de caliza y dolomita en los bordes meridionales y septentrionales de la cresta principal, que está compuesta de granito y gneiss. Entre las muchas cuevas descubiertas, la cueva Bystrianska (Bystrianska jaskyňa), cueva de los murciélagos muertos (Jaskyňa mŕtvych netopierov), Demänovská jaskyňa Slobody, cueva de hielo Demänová (Demänovská ľadová jaskyňa) y cueva Važecká (Važecká jaskyňa) están abiertas al público. El cañón más grande está bajo Salatín en el valle de Ludrová cerca de Ružomberok (7 cuevas - no abiertas al público), adecuado para el barranquismo. La mayor cascada está bajo Brankov cerca de Ružomberok - Podsuchá (55 m de alto), y se puede alcanzar por un sendero marcado de verde desde Podsuchá (20 min). El mayor lago glaciar es Vrbické pleso en el valle de Demänovská dolina.
Las montañas están densamente cubiertas de bosque y su rica fauna incluye oso, lobo y lince europeo. Los prados alpinos son el hábitat de la gamuza de Tatra.

## Parque Nacional
La mayor parte del Bajo Tatra está protegido por el Parque Nacional del Bajo Tatra (Národný park Nízke Tatry; NAPANT), establecido en 1978. La zona del parque nacional es de 728 km² (281.08 mi²) y la zona de protección es de 1.102 km² (425,48 mi²); 1.830 km² (706,56 mi²) juntos.

## Turismo
El turismo es muy popular en el Tatra. Durante el invierno hay varias estaciones de esquí en el Bajo Tatra, por ejemplo Jasná, Mýto pod Ďumbierom y Tále. No sólo son centros de senderismo y esquí de fondo, sino que además Jasna es la más grande estación de esquí de Europa Central y se sirve de la cercana ciudad turística de Liptovsky Mikulas. Liptovsky Mikulas también ofrece una serie de actividades en verano como el rafting, kayak, botes en el lago, pesca, Tatralandia - un parque acuático de aguas calientes y senderismo, etc. Hay hoteles, restaurantes y bares en la ciudad. 

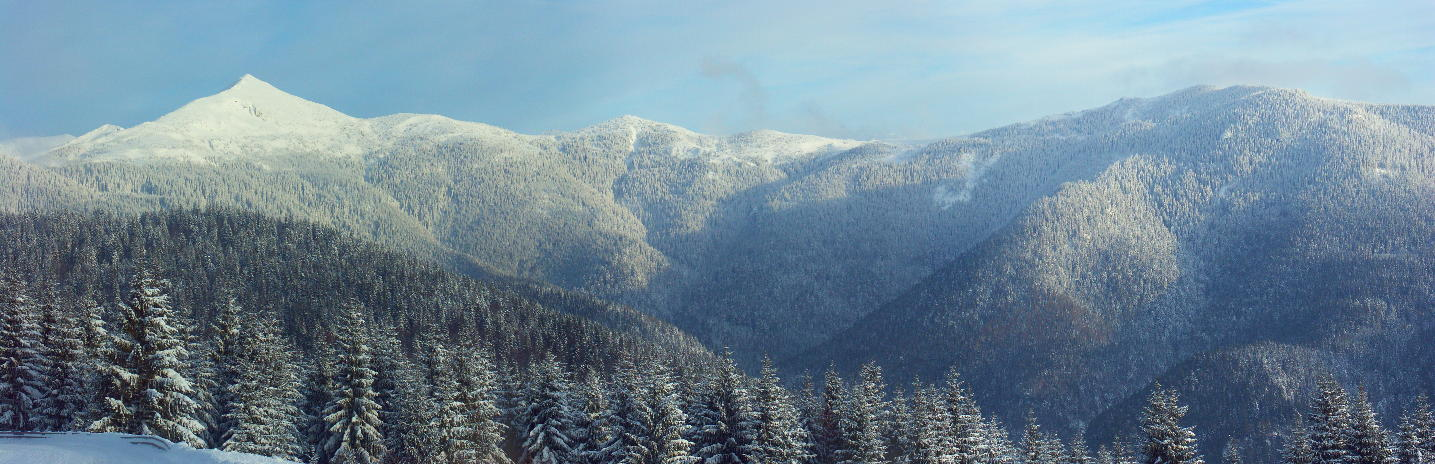
Bajo Tatra en invierno

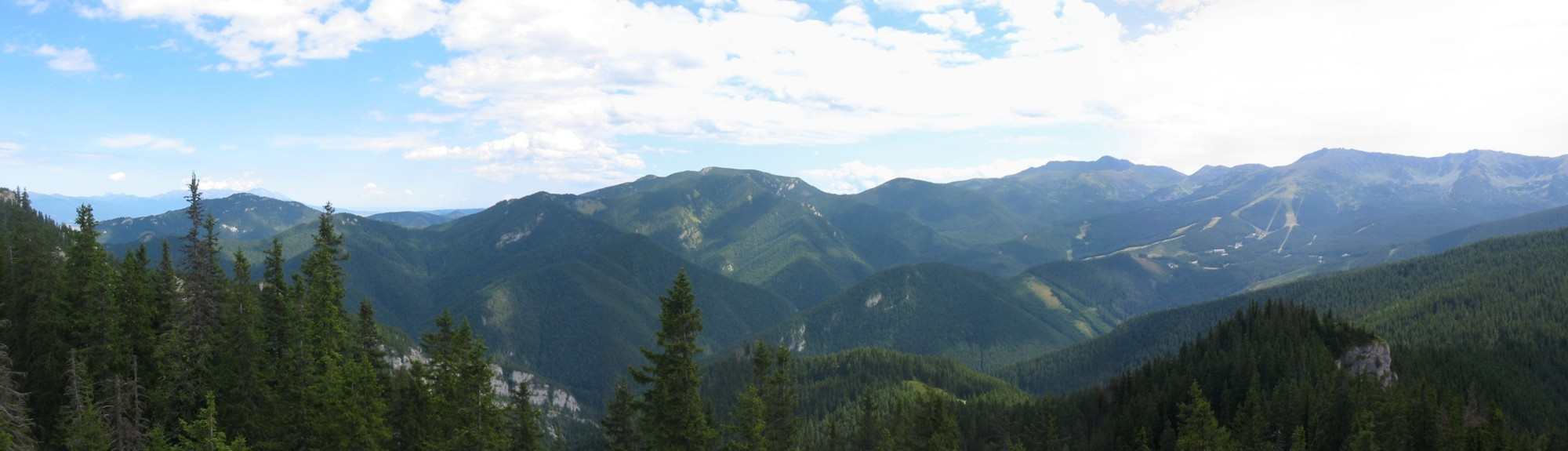
Valle de Demänovská dolina